# Francisca Núñez
Francisca Victoria Núñez Vásquez, más conocida como Pancha Núñez (Colina, 4 de octubre de 1961-Laguna Verde, 24 de diciembre de 2024), fue una escultora y artista visual chilena que participó en el taller experimental Chucre Manzur.

## Biografía
Estudió en la Universidad de Chile, de la que egresó en 1986 como licenciada en arte; posteriormente realizó un posgrado en Escultura en la Academia Real de Bellas Artes de Ámsterdam. Su trabajo artístico «no reconoce ninguna teoría previa y abre su quehacer a la espontaneidad (...) [y] se caracteriza por la informalidad oponiéndose a la idea de la escultura como pieza única y artesanalmente pulcra en su presentación». En sus obras «aparece una gran subjetividad, una capacidad de la emotividad en una obra que se encierra dentro de lo privado».
El año 2006 recibió una nominación al premio Altazor en la categoría Artes visuales - Escultura por Seis Escultoras y en 2008 ganó en la misma categoría por Plan B.
Ha participado en diversas exposiciones individuales y colectivas durante su carrera, entre ellas la exhibición La Escultura Contemporánea Chilena en el Museo de Arte Contemporáneo de Valdivia (1998), las muestras Seis Vías en la Escultura, Chile Artes Visuales Hoy, Exposición Chile: Austria y Seis Escultoras en el Museo Nacional de Bellas Artes de Chile (1995, 1998, 2000 y 2005 respectivamente), Residencia en el Valle del Museo de Artes Visuales (2005), Obra Útil en el Centro Cultural Palacio de La Moneda (2010), además de otras en Portugal, Francia, Alemania, Holanda, España y Chile.
Falleció el día 24 de diciembre de 2024 en la localidad de Laguna Verde, Región de Valparaíso, Chile.